# Liste der Biografien/Nx
Liste der Biografien |
Portal Biografien |
Personensuche
# |
A |
B |
C |
D |
E |
F |
G |
H |
I |
J |
K |
L |
M |
N |
O |
P |
Q |
R |
S |
T |
U |
V |
W |
X |
Y |
Z |
?
 
Na |
Nb |
Nc |
Nd |
Ne |
Nf |
Ng |
Nh |
Ni |
Nj |
Nk |
Nl |
Nm |
Nn |
No |
Nr |
Ns |
Nt |
Nu |
Nv |
Nw |
Nx |
Ny |
Nz
Die Liste der Biografien führt alle Personen auf, die in der deutschsprachigen Wikipedia einen Artikel haben. Dieses ist eine Teilliste mit 4 Einträgen von Personen, deren Namen mit den Buchstaben „Nx“ beginnt.

## Nx

### Nxu
- Nxumalo, Gideon (1929–1970), südafrikanischer Jazzmusiker, Komponist und Moderator
- Nxumalo, Henry (1917–1957), südafrikanischer Journalist
- Nxumalo, Jabulani Adatus (* 1944), südafrikanischer Ordensgeistlicher und römisch-katholischer Erzbischof von Bloemfontein
- Nxumalo, Sishayi (1936–2000), swasiländischer Politiker, Premierminister von Swasiland